# Jonas Kjernander
Jonas Kiernander, född 26 juni 1721 i Lofta socken i Kalmar län, död 30 mars 1778 i Stockholm, var en svensk läkare.

## Biografi
Kiernander blev student vid Uppsala universitet 1741 och med. dr. (med första hedersrummet) där 1749. Åren 1749-1755 var han provinsialläkare i Västergötland, 1757-1765 var han läkare vid Ammeskaffningskontoret i Stockholm och praktiserade därefter i huvudstaden. År 1776 utgav han Utkast till medicinallagfarenheten, för vilket han tilldelades Patriotiska sällskapets guldmedalj. Han var Kongl. liv medicus och ledamot av Kongl. medicine collegie.